# 汐路丸4世
汐路丸4世（しおじまる4せい）は、東京海洋大学海洋工学部が管理する練習船。
汐路丸3世及び青鷹丸の代船として建造された。
海洋科学技術の高度な教育、船員候補生や海洋資源専門家のための訓練、および、海洋生物学や海洋学の研究活動などに対応可能なように設計されている。

## 設計
本船全長60.73m、全幅11.1m、総トン数775トンと先代の汐路丸3世より大型化した。
船橋甲板に船長や機関長等の幹部の居室を設け、緊急時に迅速に対応することが可能となっている。また、他室と別系統設備を設け病室を有してい安全面に配慮した作りとなっている。
上甲板には学生や乗組員の居室を設けている。女子学生の増加に対応するため、女性専用区画整備が行われた。また、操舵機室や機関室通風口が設置されていて静寂性に配慮した設計となっている。

## 特徴
本船は先代の汐路丸3世と旧東京水産大学の青鷹丸の代船として建造された。同名の汐路丸としては4代目にあたる。 主機関として海洋環境と経済性を考慮したディーゼル機関と電気推進のハイブリッド推進方式を採用している。操船状況に応じて、推進機関を主機と電動機のどちらかに切り替えることが可能である。主機に負荷がかかった場合、電動機によるアシストも可能となっている。
定員は70名で、その内訳としては乗員19名、教員7名、学生44名を収容することが可能となっていて、船内に各種教育に使用する教室を備えている。
また、本船は練習船としての機能に加え，海洋観測や海底資源探査などの各種観測設備を備えた海洋観測・探査船機能を有し，さらに災害発生時の支援機能も持たせている。

## その他
本船は日本船舶海洋工学会の主催するシップ・オブ・ザ・イヤー2021において漁船・調査船部門賞を受賞している。